# Karel Zelinka
Karel Zelinka (* 17. ledna 1987) je český fotbalový útočník, který v současné době[kdy?] hraje III.třídu za SK Klamoš.
S fotbalem začínal jako sedmiletý ve východočeském Chlumci nad Cidlinou. Zde působil sedm let a v roce 2002 přestoupil do SK Slavia Praha. V tomto působišti je dodnes, výjimkou bylo jen půlroční hostování u sousedních Bohemians Praha. Tam se ovšem do základní sestavy neprosadil a putoval tedy zpět do Slavie. Po příchodu byl zařazen do B mužstva, ve kterém hrál až do konce sezony 2006/2007. V letní přestávce byl povolán do prvoligového mužstva, kde se ale neuchytil a následně odešel na hostování do Českých Budějovic, kde si připsal svůj jediný prvoligový start. Vinou zranění už další prvoligový start nepřidal a ani nedostal příležitost ve Slavii, z které putoval po hostováních, nejprve do Hlučína a poté do Jihlavy. Nakonec svoji profesionální kariéru ukončil. Momentálně působí v III.třídě na Královéhradecku, kde hraje za SK Klamoš.
Prošel všemi juniorskými výběry až do "18" , poté se ovšem zranil a do reprezentace se už nedostal.